# Pucusana
Pucusana es una localidad peruana ubicada en la región de Lima, provincia de Lima, distrito de Pucusana; siendo parte integrante de la ciudad de Lima. Es asimismo capital del distrito de Pucusana. Tenía una población de 3896 habitantes en 1993.

## Clima
| Parámetros climáticos promedio de Pucusana | Parámetros climáticos promedio de Pucusana | Parámetros climáticos promedio de Pucusana | Parámetros climáticos promedio de Pucusana | Parámetros climáticos promedio de Pucusana | Parámetros climáticos promedio de Pucusana | Parámetros climáticos promedio de Pucusana | Parámetros climáticos promedio de Pucusana | Parámetros climáticos promedio de Pucusana | Parámetros climáticos promedio de Pucusana | Parámetros climáticos promedio de Pucusana | Parámetros climáticos promedio de Pucusana | Parámetros climáticos promedio de Pucusana | Parámetros climáticos promedio de Pucusana |
| Mes                                        | Ene.                                       | Feb.                                       | Mar.                                       | Abr.                                       | May.                                       | Jun.                                       | Jul.                                       | Ago.                                       | Sep.                                       | Oct.                                       | Nov.                                       | Dic.                                       | Anual                                      |
| ------------------------------------------ | ------------------------------------------ | ------------------------------------------ | ------------------------------------------ | ------------------------------------------ | ------------------------------------------ | ------------------------------------------ | ------------------------------------------ | ------------------------------------------ | ------------------------------------------ | ------------------------------------------ | ------------------------------------------ | ------------------------------------------ | ------------------------------------------ |
| Fuente: Accuweather                        |                                            |                                            |                                            |                                            |                                            |                                            |                                            |                                            |                                            |                                            |                                            |                                            |                                            |